# Edward Penfield
Edward Penfield (1866-1925) fue un ilustrador estadounidense.

## Biografía
Nació en 1866 en Brooklyn, donde empezó sus estudios de pintura, que continuaría en Holanda e Inglaterra. Al volver a los Estados Unidos se convirtió en editor artístico de Harper's en 1891. Elaboró numerosas portadas de revistas, carteles y calendarios, contribuyendo además con artículos. Sus obras decorativas de mayor relieve incluyen las decoraciones del Rochester County Club y del Randolph Hall, en Cambridge (Massachusetts). Entre sus trabajos de ilustración se encuentran Holland Sketches y Spanish Sketches. Falleció en 1925 en Beacon, en el estado de Nueva York.